# Mahagi
Mahagi este un oraș în  provincia Haut-Congo, Republica Democrată Congo. În 2012 avea o populație de 19 399 de locuitori, iar în 2004 avea 16 535.